# Жезловая система

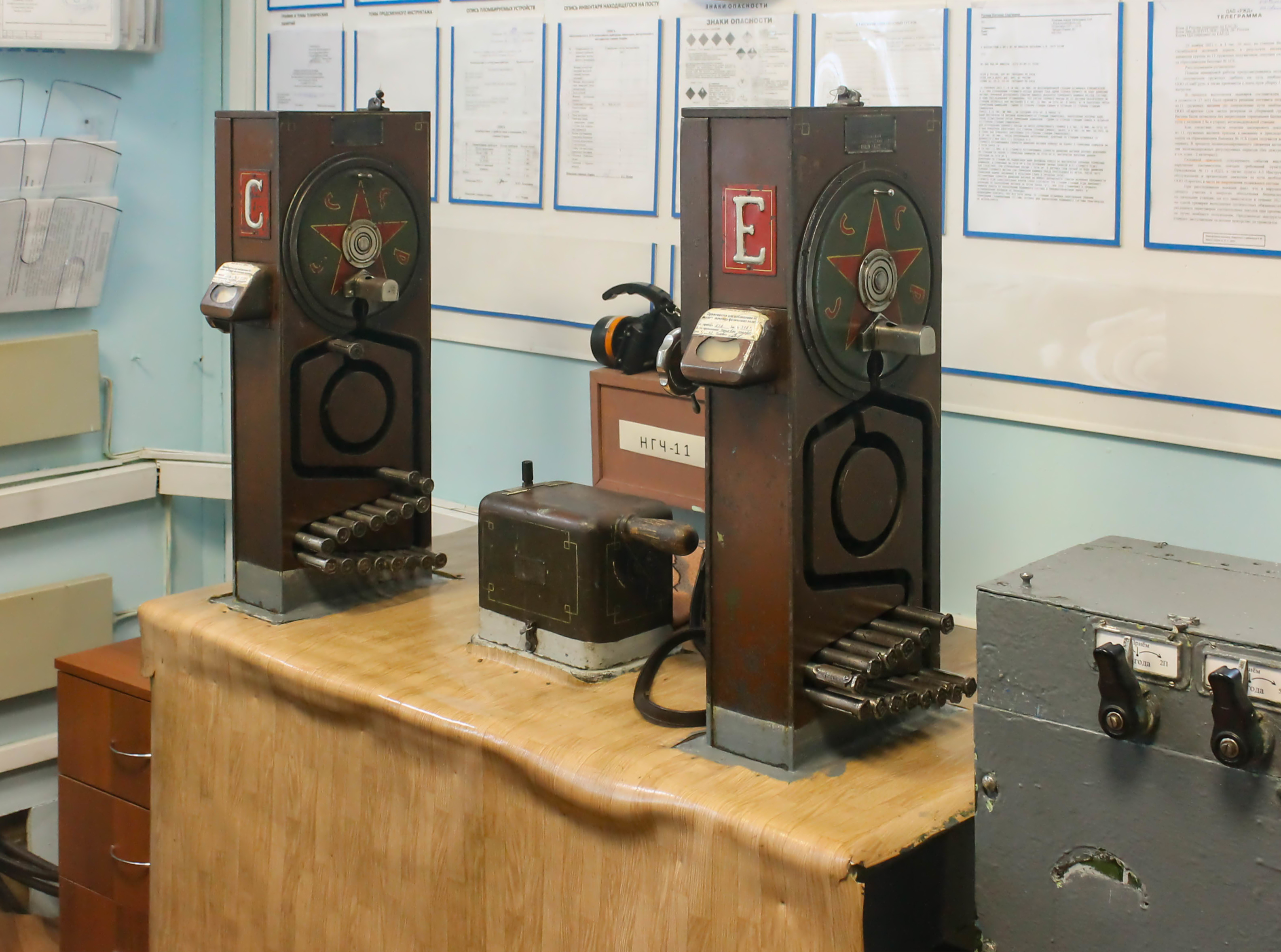
Жезловые аппараты системы Трегера на станции Огарёво Октябрьской ЖД

Жезловая система (ЭЖС) — способ связи при движении поездов на однопутных участках железных дорог. Жезловая система обеспечивает безопасность движения, исключая одновременное пребывание на перегоне более одного поезда.

## Варианты

### Единственный жезл
Самый простой способ избежать столкновений — пускать на перегон ровно один поезд. Чтобы избежать недоразумений, в 1849 г. английский инженер Генри Вудхауз (Henry Woodhouse) предложил выдавать машинисту длинную (80 см) палку, существовавшую в единственном экземпляре и дававшую право проезда через Стениджский тоннель (Stendedge Tunnels).
Такой системы хватает для челночного движения. На жезле обычно написано, между какими сигнальными пунктами разрешено движение. Если через перегон налажено сквозное движение, приходилось лошадью везти жезл обратно, что приводило к немалым задержкам.

### Жезл и билеты
На концах перегона расположены два ящика с одинаковыми замками. Ключ привязан к жезлу. Если по расписанию намечаются другие поезда в том же направлении, дежурный по станции открывает ящик, достаёт из него билет, показывает машинисту жезл и выписывает разрешение. Если дальше должен идти встречный поезд — машинист везёт жезл на противоположную станцию, и там его (либо билеты-заменители) передают встречным поездам.
Такая система, будучи более прогрессивной, не работала, если случилось отклонение от расписания и непонятно, сколько поездов проедет в одном направлении. Безопасность в одном направлении полагается исключительно на временно́й интервал, поэтому застрявший должен оградить свой поезд петардами. Но и это не всегда помогает: в 1889 году в Ирландии случилась катастрофа. Паровоз остановился на подъёме и оставил часть вагонов, те сорвались и врезались в следующий поезд.

### Электрожезловая система

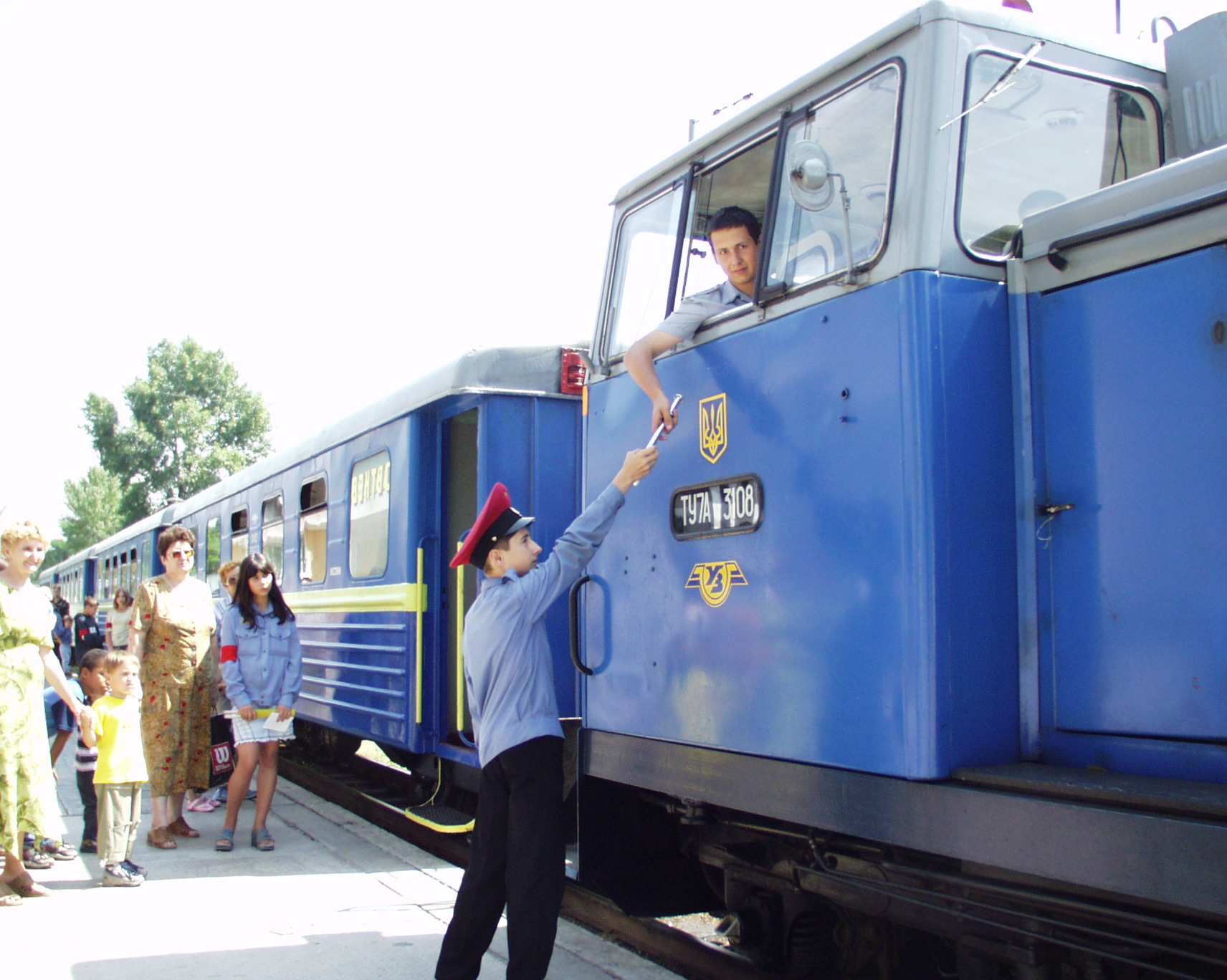

На каждой из станций, ограничивающих перегон, находятся жезловые аппараты, в которые вложены специальные металлические жезлы в количестве 20—40 штук. Жезлы служат разрешением на занятие соответствующего ему перегона. Жезловые аппараты связаны между собой электрической линией связи, жезлы из аппарата могут быть извлечены только если в двух аппаратах в сумме чётное количество жезлов (то есть два жезла вытащить невозможно) и при получении тока с соседней станции (получение согласия).
Машинист локомотива получает жезл от дежурного по станции отправления и обязан отдать дежурному по станции прибытия. Машинист обязан убедиться в принадлежности жезла к перегону, на который отправляется поезд. Дежурный по станции прибытия, получив жезл, вращением рукоятки индуктора посылает электрический ток в аппарат станции отправления, давая разрешение на занятие перегона следующим поездом.
Электрожезловая система гарантированно пускает на перегон только один поезд и не требует от дежурного точного знания расписания. Однако и машинисты, и дежурные должны чётко соблюдать меры безопасности. В 1921 году в Уэльсе случилась Эйбермульская железнодорожная катастрофа (англ.). Негласный этикет требовал доверять машинистам, не проверяя надписи на жетонах, и однажды машинист проехал по жетону с другого перегона. Это привело к лобовому столкновению.
До 1917 года в Российской империи применялись в основном аппараты системы Вэбба-Томпсона, но она давала частые сбои. В 1912 году на Сибирской железной дороге вблизи Новониколаевска произошла катастрофа — произошло лобовое столкновение двух поездов, двигавшихся на большой скорости. Обе паровозные бригады — 6 человек — погибли. Когда разгребали искореженные паровозы, в будках были найдены 2 жезла. Обе бригады вышли на перегон с разрешением. Это подтолкнуло Д. С. Трегера к созданию собственной более надежной системы, которая начала внедряться на дорогах СССР с 1924 года.

### Радиожезловая система
Система изобретена в Великобритании в 1970-е годы. Фар-Норд-Лайн, длинная однопутная линия в Шотландии (Инвернесс — Уик), работала на традиционной электрожезловой системе. Однажды сильная буря вывела из строя более 60 км телеграфной линии, надо было срочно восстановить сообщение. Местные умельцы заменили провода радиосвязью, жезлы выдавались как обычно. Но это положило начало эксперименту; провели его на малозагруженной шотландской линии, второй по счёту была Фар-Норд.
Система полностью аналогична электрожезловой, однако вместо жезла по радио передаётся цифровой код. Не получив кода, локомотивная сигнализация показывала красный. Система работала на полупроводниковой логике и была достаточно компактной, чтобы приёмник помещался в тепловозе. Стрелки на разъездах удерживались пружиной в левом положении, «против шерсти» поезд проезжал влево, если стрелочник не укажет противное, «по шерсти» — взрезал стрелку (это не приводило к поломке). Система обеспечивала централизованную блокировку, но путевое хозяйство вообще не требовало электричества, кроме как для обогрева стрелок. На начало 2010-х, радиожезловые линии вяло переводятся на СЦБ общеевропейского образца.
В дальнейшем будем описывать только электрожезловую систему, как единственную, употреблявшуюся в бывшем СССР.

## Устройство электрожезловой системы
Устройства электрожезловой системы не должны допускать изъятия из жезловых аппаратов одновременно более одного жезла

### Жезл
Жезл представляет собой металлический цилиндр с выступами в виде колец, препятствующими извлечению из жезлового аппарата. Для каждого перегона формы колец разные, что исключает возможность использования жезлов с другого перегона. На участках с электрожезловой системой, где регулярно практикуется подталкивание до следующей станции, жезл выполняется в виде двух развинчивающихся частей — собственно жезла и билета. Развинчивающиеся жезлы применяются также в условиях организации движения поездов с разграничением временем, при этом машинисту первого поезда выдаётся «билет», а машинисту поезда, отправляющегося вслед, часть жезла с надписью «жезл». На каждом жезле выбиты порядковый номер, серия и наименование станций, ограничивающих перегон.
Обслуживающим машинам (толкачам, ремонтным поездам и другим), которые должны будут вернуться на станцию отправления, выдаётся так называемый ключ-жезл. Ключ-жезл можно снять только при занятом перегоне, воспользовавшись, как ключом, обычным жезлом. Если с одной из сторон ключ-жезл выдан, выдача жезлов блокируется, поэтому использовать жезлы без пропуска их через жезловой аппарат запрещается (то есть жезл, отданный машинистом, на станции прибытия должен быть вложен в жезловой аппарат, и только потом извлекают новый жезл для другого поезда).
Ключи-жезлы применяются и на перегонах с автоблокировкой, чтобы отправить на перегон обслуживающий состав. При этом ключ-жезл можно взять только при свободном перегоне.

### Жезловые аппараты
- система Вэбба-Томпсона (Великобритания, также распространены во многих странах, где британцы строили железные дороги, в том числе в дореволюционной России)[3]
- жетонный аппарат системы Тайерса (Великобритания)
- система Трегера (СССР)

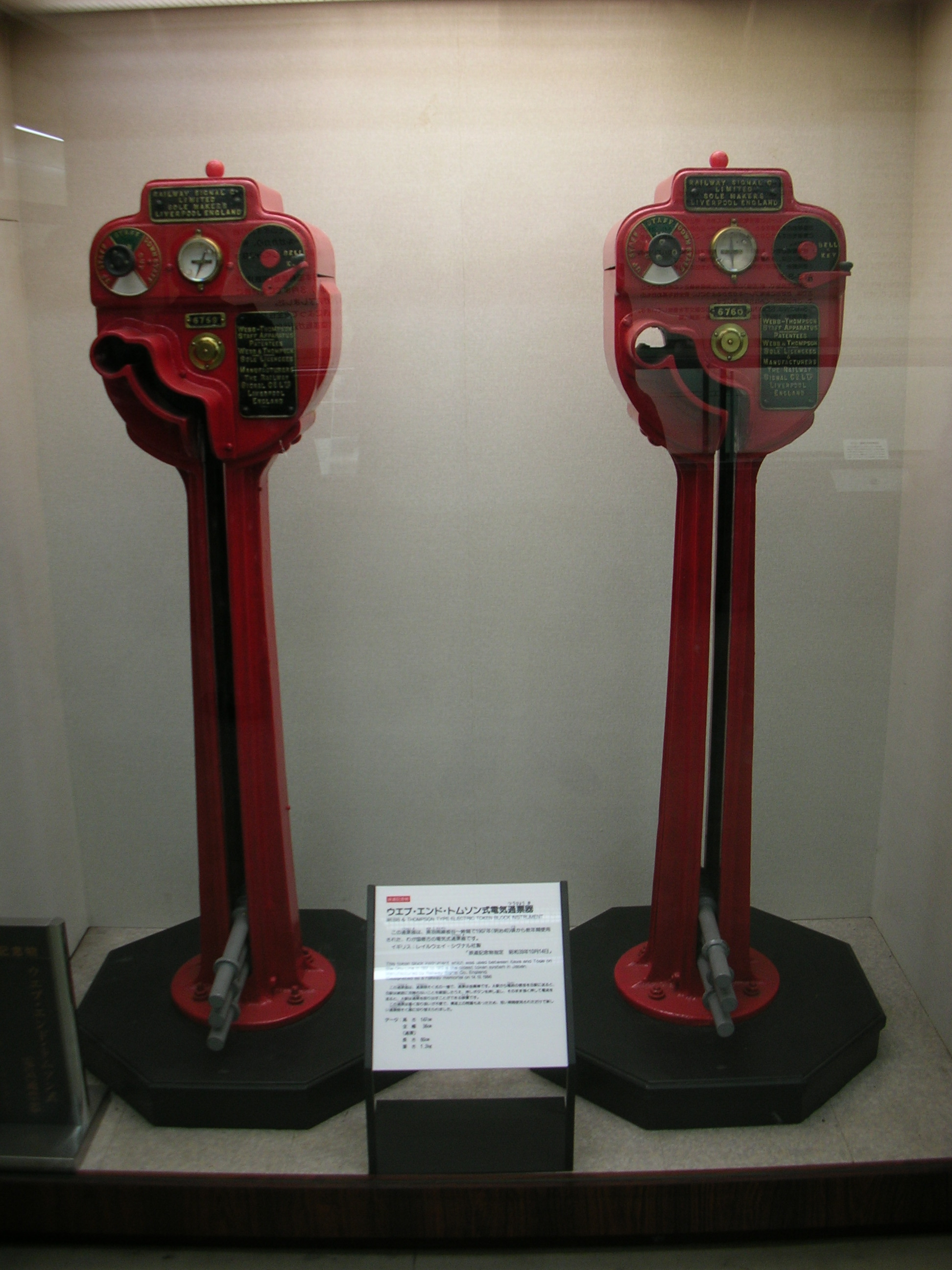
Аппараты системы Вэбба-Томпсона
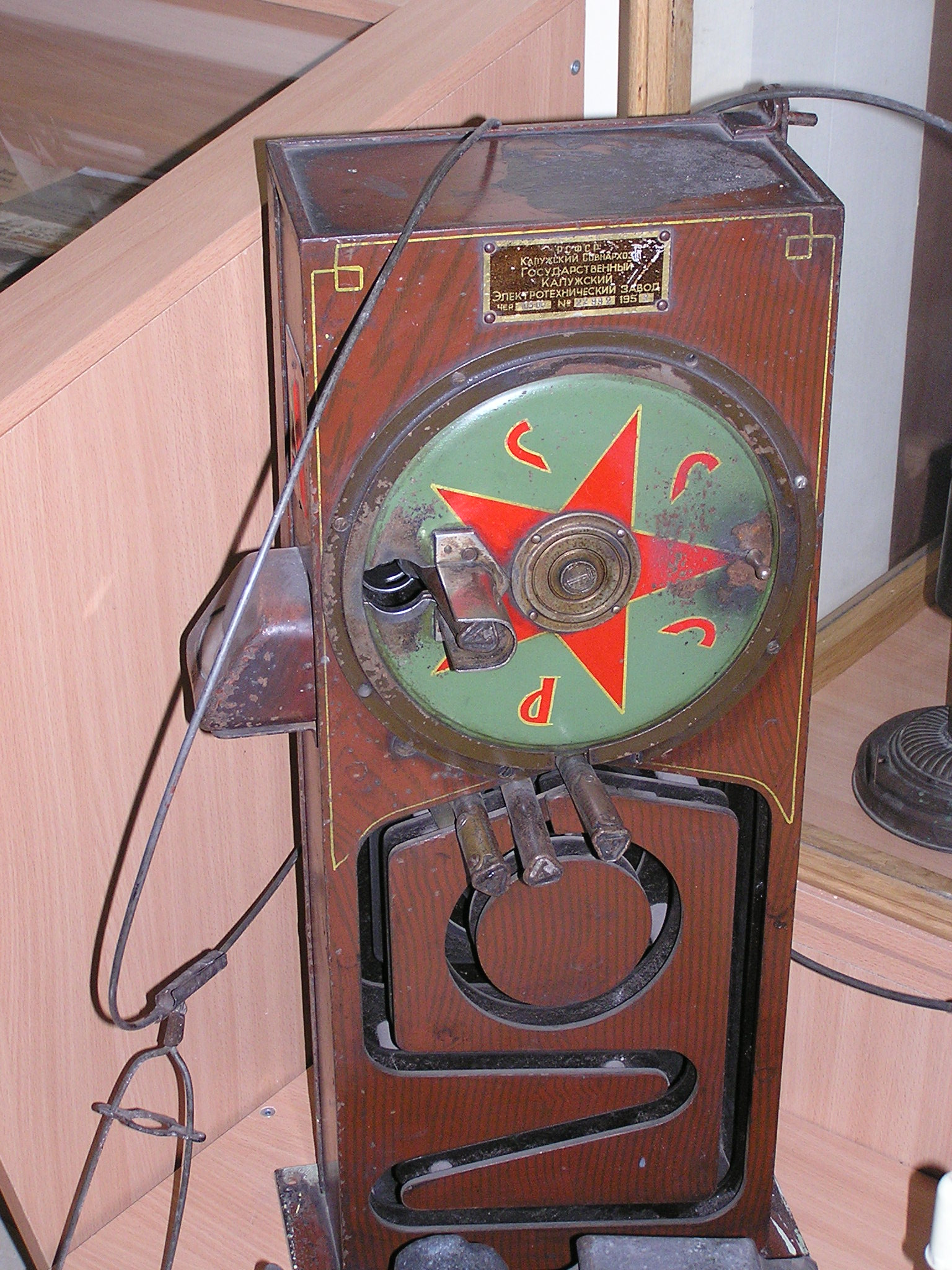
Аппарат системы Трегера

### Жезлоподаватель
Для обмена жезлами требуется остановиться, что также замедляет движение. Проще всего передать жезл на ходу с помощью жезлоподавателя.
Жезлоподаватель — простейшее устройство, позволяющее организовать безостановочное сквозное проследование станции поездами при использовании, представляющее собой проволочное кольцо диаметром 30-50 сантиметров на длинной ручке с пружинным держателем для жезла. Помощник машиниста ронял свой жезлоподаватель на перрон, затем захватывал жезлоподаватель у дежурного.
Даже с жезлоподавателями обмен жезлами требует определённой сноровки. Если на ходу обменяться не удалось, машинист останавливает поезд и идёт меняться.

### Жезлообмениватель
Жезлообмениватель — это устройство, ускоряющее при безостановочном сквозном проследовании станции процесс обмена жезлами.

## Участки бывшего СССР, где осталась жезловая система

### Северная железная дорога
- Чум — Лабытнанги

### Октябрьская железная дорога
- Ручьи-Карельские — Алакуртти (на 29.09.2009)[7]
- Олонец — Янисъярви[7]
- Кувшиново — Соблаго[7]
- Кабожа — Подборовье[7]

### Горьковская железная дорога
Светлополянск — Верхнекамская (начало ведомственной линии ФСИН)
Железные дороги Новороссии
- Сталь - Серый Камень